# Benjamin Šeško
Benjamin Šeško (Radeče, 31 de mayo de 2003) es un futbolista esloveno que juega como delantero en el Manchester United F. C. de la Premier League.

## Trayectoria
Comenzó su carrera en el N. K. Krško. En la temporada 2017-18 marcó 59 goles en 23 partidos en la liga sub-15. Para la temporada 2018-19 se mudó al N. K. Domžale. Con el equipo cadete marcó 21 goles en 23 partidos.
Para la temporada 2019-20 se trasladó a Austria para firmar con el Red Bull Salzburgo, con quien firmó contrato hasta mayo de 2022. Es así que el 26 de julio de 2019, debutó con el F. C. Liefering, equipo de reservas del club, contra SKU Amstetten. A través de ese partido, el esloveno se convirtió en el primer jugador de la 2. Liga en nacer en 2003.
El 27 de abril de 2021 anotó su primer poker anotando a los 35', 55', 59' y 67 minutos del partido para el club en la victoria por 5-1 en la 2. Liga contra el Austria Viena II.
Hizo su debut con el primer equipo el 30 de enero de 2021 en la Bundesliga austriaca. Fue victoria del Red Bull Salzburgo 3-0 ante TSV Hartberg, con Šeško jugando 3 minutos tras ingresar en lugar de Patson Daka.
El 9 de agosto de 2022 se confirmó su traspaso al RasenBallsport Leipzig de Alemania por cinco temporadas a partir del 1 de julio de 2023. En dos años en Alemania, disputó 87 partidos en los que marcó 39 goles y dio ocho asistencias.
El 9 de agosto de 2025 se anunció su fichaje por el Manchester United F. C. con un contrato hasta junio de 2030.

## Selección nacional
El 1 de junio de 2021 debutó con la selección de Eslovenia en un amistoso ante Macedonia del Norte que terminó en empate a uno. De este modo se convirtió en el jugador más joven en disputar un partido con la selección absoluta.

### Participaciones en Eurocopas
| Copa          | Sede     | Resultado        | Partidos | Goles |
| ------------- | -------- | ---------------- | -------- | ----- |
| Eurocopa 2024 | Alemania | Octavos de final | 4        | 0     |

## Estadísticas

### Clubes
Actualizado al último partido disputado el 17 de agosto de 2025.
| Club                               | Div.          | Temporada     | Liga  | Liga  | Liga   | Copas nacionales | Copas nacionales | Copas nacionales | Copas internacionales | Copas internacionales | Copas internacionales | Total | Total | Total  |
| Club                               | Div.          | Temporada     | Part. | Goles | Asist. | Part.            | Goles            | Asist.           | Part.                 | Goles                 | Asist.                | Part. | Goles | Asist. |
| ---------------------------------- | ------------- | ------------- | ----- | ----- | ------ | ---------------- | ---------------- | ---------------- | --------------------- | --------------------- | --------------------- | ----- | ----- | ------ |
| F. C. Liefering · Austria          | 2.ª           | 2019-20       | 15    | 1     | 0      | —                | —                | —                | —                     | —                     | —                     | 15    | 1     | 0      |
| F. C. Liefering · Austria          | 2.ª           | 2020-21       | 29    | 21    | 3      | —                | —                | —                | —                     | —                     | —                     | 29    | 21    | 3      |
| F. C. Liefering · Austria          | Total club    | Total club    | 44    | 22    | 3      | 0                | 0                | 0                | 0                     | 0                     | 0                     | 44    | 22    | 3      |
| Red Bull Salzburgo · Austria       | 1.ª           | 2020-21       | 1     | 0     | 0      | 0                | 0                | 0                | 0                     | 0                     | 0                     | 1     | 0     | 0      |
| Red Bull Salzburgo · Austria       | 1.ª           | 2021-22       | 24    | 5     | 1      | 5                | 5                | 2                | 8                     | 1                     | 1                     | 37    | 11    | 4      |
| Red Bull Salzburgo · Austria       | 1.ª           | 2022-23       | 30    | 16    | 3      | 4                | 2                | 0                | 7                     | 0                     | 0                     | 41    | 18    | 3      |
| Red Bull Salzburgo · Austria       | Total club    | Total club    | 55    | 21    | 4      | 9                | 7                | 2                | 15                    | 1                     | 1                     | 79    | 29    | 7      |
| R. B. Leipzig · Alemania           | 1.ª           | 2023-24       | 31    | 14    | 2      | 3                | 2                | 0                | 8                     | 2                     | 0                     | 42    | 18    | 2      |
| R. B. Leipzig · Alemania           | 1.ª           | 2024-25       | 33    | 13    | 5      | 4                | 4                | 1                | 8                     | 4                     | 0                     | 45    | 21    | 6      |
| R. B. Leipzig · Alemania           | Total club    | Total club    | 64    | 27    | 7      | 7                | 6                | 1                | 16                    | 6                     | 0                     | 87    | 39    | 8      |
| Manchester United F. C. Inglaterra | 1.ª           | 2025-26       | 1     | 0     | 0      | 0                | 0                | 0                | ―                     | ―                     | ―                     | 1     | 0     | 0      |
| Manchester United F. C. Inglaterra | Total club    | Total club    | 1     | 0     | 0      | 0                | 0                | 0                | 0                     | 0                     | 0                     | 1     | 0     | 0      |
| Total carrera                      | Total carrera | Total carrera | 164   | 70    | 14     | 16               | 13               | 3                | 31                    | 7                     | 1                     | 211   | 90    | 18     |

## Palmarés

### Títulos nacionales
| Título                | Club               | País     | Año  |
| --------------------- | ------------------ | -------- | ---- |
| Bundesliga            | Red Bull Salzburgo | Austria  | 2022 |
| Copa de Austria       | Red Bull Salzburgo | Austria  | 2022 |
| Bundesliga            | Red Bull Salzburgo | Austria  | 2023 |
| Supercopa de Alemania | R. B. Leipzig      | Alemania | 2023 |